# Геліболу Санджак
Геліболу Санджак був однією із адміністративних територіальних одиниць Османської імперії. Центром санджака було місто Геліболу.

## Адміністративні підрозділи
Геліболу Санджак розділили на чотири дистрикта. 
| ДТП      | підрайони                                |
| -------- | ---------------------------------------- |
| Геліболу | Геліболу центр, Болайір, Tayfur, Eceabat |
| Кесан    | Центр Кесана, Карабона, Пасаїгід, Сулука |
| Мюрефте  | Центр Мюрефте, Ганос, Кестанболу         |
| Шаркьой  | Центр Шаркьой, Ova-i müstecib, Evreşe    |

Дані згідно з щорічником 1892 року, написаним Шевкетом Дагдевіреном, директором провінційної друкарні Едірне.
Геліболу Санджак налічує загалом 89 909 чоловік, 25 889 мусульман, 60 087 греків, 13 вірмен, 1756 євреїв, 1 941 болгар та 223 інших національностей.